# 治部省
治部省（日语：／ Jibushō）是律令制下八省之一，和名為「おさむるつかさ」，唐名為「禮部」。

## 職掌
負責管轄外事、戶籍、儀礼。諸如“姓氏”、婚姻相關訴訟，戶籍管理（解部專任）、對僧尼、佛事的監督、雅樂的監督、天皇陵寢的監督、外国使節的接待等等。
在平安時代之後關於“姓氏”的訴訟開始減少，894年（寛平6年）因菅原道真的建議而使得國家停止派遣遣唐使，與中國的邦交關係也取消了，因此其管轄外事的職能也就喪失了。再後來因日本戶籍制度解体再次失去一部份職能，於是變成了專管僧尼、佛事、雅樂及天皇陵寢監督的部門。

## 職官
其長官為治部卿，相當於正四位下，大部份時候由公卿兼任。藤原兼家和藤原兼通爭奪關白失敗后，大納言藤原兼家從右大将被降爲了治部卿。
其他定員如下（大輔和少輔後來設置權官）：
- 大輔（正五位下） 一人
- 少輔（從五位下） 一人
- 大丞（正六位下） 二人
- 少丞（從六位上） 二人
- 大錄（正七位上） 一人
- 少錄（正八位上） 三人
- 解部 (與刑部省的解部不同)
- 史生（日语：史生）
- 省掌
- 使部
- 直丁

## 所屬機構
- 雅樂寮（日语：雅楽寮）
- 玄蕃寮
- 諸陵司（日语：諸陵寮），後來升爲諸陵寮
- 喪儀司（日语：喪儀司）